# وطن

الوطن هو مكان الإنسان ومحله. عبارة عن المكان الذي يرتبط به الشعب ارتباطا تاريخيا طويلا. المنطقة التي تولدت فيها الهوية الوطنية للشعب.
الوطن الأصلي هو مولد الشخص والبلد الذي هو فيه.
وطن الإقامة موضع ينوي أن يستقر فيه خمسة عشر يوما أو أكثر من غير أن يتخذه مسكنا.